# Liste der Kulturgüter in La Sagne
Die Liste der Kulturgüter in La Sagne enthält alle Objekte in der Gemeinde La Sagne im Kanton Neuenburg, die gemäss der Haager Konvention zum Schutz von Kulturgut bei bewaffneten Konflikten, dem Bundesgesetz vom 20. Juni 2014 über den Schutz der Kulturgüter bei bewaffneten Konflikten sowie der Verordnung vom 29. Oktober 2014 über den Schutz der Kulturgüter bei bewaffneten Konflikten unter Schutz stehen.
Objekte der Kategorien A und B sind vollständig in der Liste enthalten, Objekte der Kategorie C fehlen zurzeit (Stand: 1. Januar 2023).

## Kulturgüter
| Foto |                                                                                   | Objekt                                                                                      | Kat. | Typ | Standort                           | Beschreibung |
| ---- | --------------------------------------------------------------------------------- | ------------------------------------------------------------------------------------------- | ---- | --- | ---------------------------------- | ------------ |
| ja   | Datei hochladen · Wikidata zu Reformierte Kirche (Q29522969)                      | Reformierte Kirche / Temple KGS-Nr.: 04121                                                  | A    | G   | Sagne-Eglise 154.2 552781 / 211382 |              |
| ja   | Datei hochladen · Wikidata zu Doppelhaus (Q29522964)                              | Doppelhaus / Maison double KGS-Nr.: 09800                                                   | A    | G   | Les Coeudres 39 550848 / 209196    |              |
| BW   | Datei hochladen · Wikidata zu Bauernhaus Convert, Haus der Bürgerwehr (Q29785950) | Bauernhaus Convert, Haus der Bürgerwehr / Ferme Convert, maison du justicier KGS-Nr.: 04122 | B    | G   | Crêt 97 551540 / 210069            |              |
| BW   | Datei hochladen · Wikidata zu Gemeindehaus (Q29785951)                            | Gemeindehaus / Hôtel de commune KGS-Nr.: 04123                                              | B    | G   | Crêt 98 551529 / 210099            |              |
| ja   | Datei hochladen · Wikidata zu Hôtel de la Croix-Blanche (Q29785953)               | Hôtel de la Croix-Blanche KGS-Nr.: 04124                                                    | B    | G   | Crêt 88, 89 551470 / 210060        |              |
| BW   | Datei hochladen · Wikidata zu Bauernhof (Q29785955)                               | Bauernhof / Ferme KGS-Nr.: 04126                                                            | B    | G   | Les Bressel 231 550841 / 212960    |              |
| BW   | Datei hochladen · Wikidata zu Gemeindearchiv La Sagne (Q131456895)                | Gemeindearchiv / Archives communales KGS-Nr.: 17490                                         | B    | S   | Crêt 103a 551587 / 210116          |              |